# Sixteen Tons Entertainment

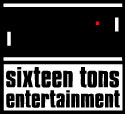
Altes Logo

Sixteen Tons Entertainment ist ein deutscher Computerspielentwickler mit Standorten in Tübingen und Berlin, der aus dem gleichnamigen Markenlabel des Tübinger Entwicklers Promotion Software hervorging. Das Unternehmen wurde 1993 von Ralph Stock gegründet und ist bekannt für die Emergency-Reihe und Mad TV.

## Geschichte
„Sixteen Tons Entertainment“ war ursprünglich ein Markenlabel des Tübinger Unternehmens Promotion Software. In den neunziger Jahren wurden in diesem Studio Werbe-Adventures entwickelt, sowie indirekte Nachfolger des Strategiespiels Mad TV (Caribbean Disaster, Mad News) und Hurra Deutschland, ein Spiel zur Bundestagswahl 1994. 1998 wurde Emergency: Fighters for Life veröffentlicht, der erste Teil einer Reihe von Echtzeit-Strategiespielen. Bis 2017 folgten weitere Einträge der Serie, neben dem PC auch für mobile Plattformen. 2018 wurde mit Emergency HQ ein erstes Free-to-play-Spiel der Reihe veröffentlicht. Zwischen 2004 und 2009 folgten Computer-Umsetzungen zu Brettspielen von Reiner Knizia (Keltis, Einfach Genial) sowie Lernsoftware für Kinder zur Fernsehserie Willi wills wissen.
2009 wurde in Babelsberg bei Potsdam ein zweites Studio gegründet, das 2017 nach Berlin umzog. Am 15. Januar 2020 wurde die Übernahme von Promotion Software/Sixteen Tons durch die Entwicklergemeinschaft um Klaas Kersting (Phoenix Games) bekanntgegeben. Gründer Ralph Stock blieb bis August 2024 Geschäftsführer des Unternehmens. Neuer Geschäftsführer ist seitdem Jan Richter.

## Spiele
- Emergency-Reihe:
  - Emergency: Fighters for Life
  - Emergency 2: The Ultimate Fight for Life
  - Emergency 3: Mission Life
  - Emergency 4: Global Fighters for Life
  - Emergency 5
  - Emergency Police
  - Emergency 2012: Die Welt am Abgrund
  - Emergency 2013
  - Emergency 2014
  - Emergency 2016
  - Emergency 2017
  - Emergency 20
  - Emergency DS
  - Emergency HQ
  - Emergency Operator
  - Emergency (2023)
- Caribbean Disaster
- Hurra Deutschland
- Mad News
  - Mad News – Extrablatt
- Mad TV
- Der Stein der Weisen
- The Show (2007)
- Ben Hur Live – Das legendäre Wagenrennen
- Einfach Genial 2.0
- Keltis: Der Weg der Steine
- Gotcha!
- Willi-wills-wissen-Reihe:
  - Willi wills wissen: Feuerwehr im Einsatz
  - Willi wills wissen: Notruf Retter im Einsatz
  - Willi wills wissen: SOS – Rettung auf See
  - Willi wills wissen: Bei den Wikingern
  - Willi und die Wunder dieser Welt – Expedition 1: Megacity & Dschungel
  - Willi und die Wunder dieser Welt – Expedition 2: Arktis & Wüste

## Rezeption
Emergency ist der bekannteste Titel von Sixteen Tons Entertainment. 2019 wurde das Mobile Game Emergency HQ von über einer Million Spielern gespielt. Die Bewertungen der Serie für den PC sind gemischt und reichen von 39 % bis 86 % für verschiedene Titel. Emergency DS, Emergency 2012 und Emergency iPad wurden für den Deutschen Computerspielepreis nominiert. Emergency hat eine aktive Modding-Community, die von Sixteen Tons durch Bereitstellung von Editor-Funktionen unterstützt wurde. Laut Feuerwehr-Magazin sei Emergency eines der besten Feuerwehrspiele.
Das von Sixteen Tons 2018 veröffentlichte Spiel Emergency HQ für iOS und Android wurde als erstes Spiel der Emergency-Reihe als reines Free-to-play-Spiel konzipiert. Laut PocketPC Magazin handelt es sich um eine gelungene Umsetzung des Emergency-Spielprinzips: „Fazit: Starker Klassiker für den Mobile Gaming Markt neu aufgelegt“.

### Auszeichnungen
- 2009: Kindersoftwarepreis TOMMI für Willi wills wissen: Bei den Wikingern
- 2010: Serious Games Award (SGA) für Willi wills wissen: Bei den Wikingern
- Deutscher Computerspielepreis
  - Willi wills wissen: Notruf Retter im Einsatz nominiert als „Bestes Serious Game“
  - Emergency DS nominiert als „Bestes Handheld-Spiel“